# Mano Gentil
Pour les articles homonymes, voir Gentil.
 (novembre 2019).
Mano Gentil (née le 23 décembre 1961 à Grenoble) est une écrivaine française.

## Biographie
Mano Gentil publie son premier livre en 1996 : Boucher double, dans la sous-série Cheryl du Poulpe (éditions Baleine), et qui est alors qualifié de « polar durassien ».
Elle multiplie ensuite les registres (notamment en littérature jeunesse) et les interventions (ateliers d'écriture, lectures spectacles accompagnée d'une danseuse...)

## Sélection de publications
- Boucher double, Baleine, 1996
- Le Cri du gecko, Alpha Bleu, 1997
- Poteau mitan, La passe du vent, 1999
- Les Combats d'Achille, Nathan, 2003
- Liberty chérie, Magnard, 2006
- Le Photographe, Syros, 2008
- Dans la tête des autres, Calmann-Lévy, 2010
- Le Berceau de la honte, Calmann-Lévy, 2013
- Nous étions jeunes et larges d'épaules", La Passe du vent, 2016
- Très chère Ursule", Serge Safran Editeur, 2017
- Morbleu ! Le Roi s'est enfui", Oskar, 2017
- Une résistante sauve des œuvres d’art", Oskar, 2016
- Léonard de Vinci : un drôle d'oiseau", Oskar, 2019
- Disparue sans laisser de traces", Oskar, 2019